# Arthur von Franquet
Paul Friedrich Arthur von Franquet (* 1854 in Braunschweig; † 1931 ebenda) war ein deutscher Fabrikant, Kunstsammler und -mäzen.

## Leben
Franquet war als Großneffe des Braunschweiger Unternehmers und Fabrikanten Carl Friedrich Franquet, Inhaber der Zichorienfabrik Ludwig Otto Bleibtreu, zu Wohlstand gelangt. Er hatte die zwei Brüder Eugen (1858–1925), Schriftsteller in Berlin, und Guido. Einen Teil seines Vermögens investierte Franquet in eine umfangreiche Kunstsammlung, zu der Gemälde zählten, die heute weltberühmt sind.

### Kunstsammler und Förderer Edvard Munchs

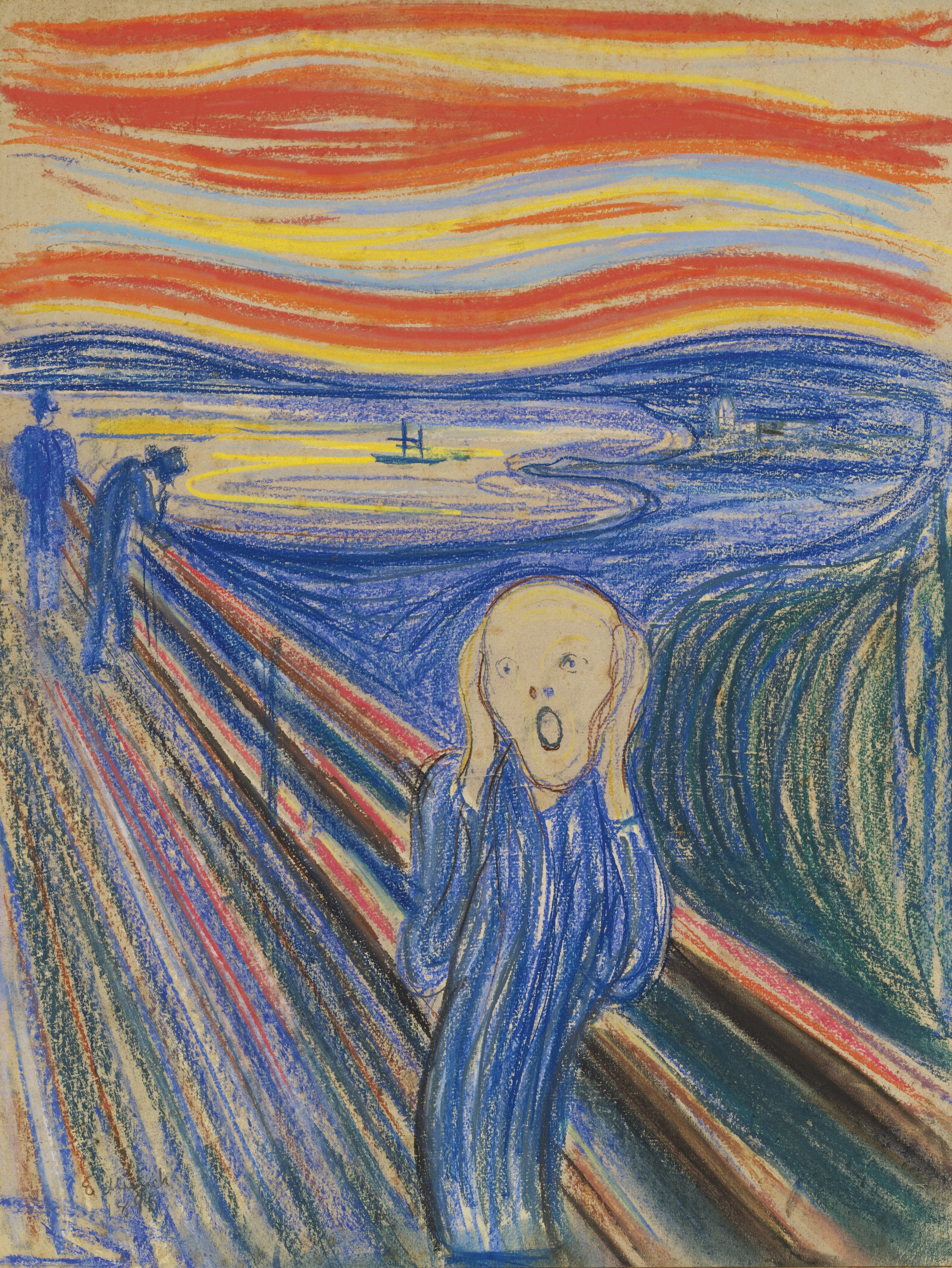
Edvard Munch: Der Schrei, Pastellversion von 1895

Franquet hatte bereits eine erhebliche Sammlung von Kunstgegenständen und Antiquitäten aus den Nachlässen seiner Verwandten, des Gründers der Zichorienfabrik Ludwig Otto Bleibtreu sowie dessen Pflegesohn und Nachfolger Carl Friedrich Franquet geerbt. Werke aus Arthur von Franquets Sammlung sind in der Regel mit seinem Eigentümervermerk, einem Brandstempel in Form einer Krone über dem Braunschweiger Löwen, gekennzeichnet.
Arthur und Eugen von Franquet gehörten zu den ersten deutschen Sammlern von Werken des Norwegers Edvard Munch. Arthur verfügte bereits vor 1895 über eine ganze Anzahl früher Drucke Munchs und war mit ihm befreundet. Beide korrespondierten über Jahre und Munch besuchte Franquet mehrfach in Braunschweig.
Zu Arthur von Franquets Sammlung gehörte eine von ihm 1895 wahrscheinlich selbst in Auftrag gegebene Pastellversion von Munchs Der Schrei sowie das Munch-Gemälde Mädchen am Fenster von 1893, das sich heute im Art Institute of Chicago befindet.
Franquet verkaufte den Schrei 1926 an den jüdischen Bankier und Kunstsammler Hugo Simon, der 1933 vor den Nationalsozialisten aus Deutschland floh, wobei seine Sammlung zersplittert wurde. Die weitere Provenienz des Werkes bis 2012 gilt als umstritten.
Franquets Pastellversion von 1895 wurde am 2. Mai 2012 bei Sotheby’s in New York für die Rekordsumme von 119.922.500 US-Dollar versteigert und galt als das teuerste Gemälde, das bis dahin bei einer Auktion ersteigert wurde. Käufer des Werkes war der Geschäftsmann Leon Black.

### Nachlass

Steinweg 4 in Braunschweig (um 1900): von 1748 bis 1786 Haus des Stadtkommandanten, anschließend Wohn- und Geschäftshaus Ludwig Otto Bleibtreus, nach dessen Tod 1820 bewohnt von seinem Nachfolger Carl Friedrich Franquet und bis 1931 von Arthur von Franquet.

Nach Arthur von Franquets Tod 1931 ging der Nachlass an seinen Neffen, den Sprachlehrer Herbert von Franquet. Teile der umfangreichen Kunst- und Antiquitätensammlungen wurden verkauft bzw. versteigert.
Das ehemalige Wohn- und Geschäftshaus der Familien Bleibtreu und (von) Franquet am Steinweg 4, in dem Arthur von Franquet bis zu seinem Tode zurückgezogen gewohnt hatte, befand sich noch 1936 im Besitz seines in München lebenden Neffen. Es wurde im Zweiten Weltkrieg vollständig zerstört.